# Класен
Класен (фр. Classun) насеље је и општина у југозападној Француској у региону Аквитанија, у департману Ланд која припада префектури Мон де Марсан.
По подацима из 2011. године у општини је живело 262 становника, а густина насељености је износила 29,71 становника/km². Општина се простире на површини од 8,82 km². Налази се на средњој надморској висини од 140 метара (максималној 154 m, а минималној 76 m).

## Демографија
| 1962. | 1968. | 1975. | 1982. | 1990. | 1999. | 2011. |
| ----- | ----- | ----- | ----- | ----- | ----- | ----- |
| 166   | 189   | 175   | 156   | 156   | 180   | 262   |

График промене броја становника у току последњих година